# Pisano (Italia)
Pisano (Pisan in dialetto locale) è un comune italiano di 789 abitanti della provincia di Novara in Piemonte.

## Geografia fisica
Il comune di Pisano si trova a circa 396 m s.l.m. sulle colline del Vergante, tra i comuni di Meina e Nebbiuno. Il territorio comprende numerosi corsi d'acqua e boschi compresi tra il monte La Guardia (830 m s.l.m.) e la valle del Tiasca (300 m s.l.m.).
Partendo dall'alto si incontrano boschi (Monte la Guardia, Motto dell'Arbujera 683 m s.l.m.) prati e frutteti, la strada provinciale dell'alto Vergante; sotto il paese si estendono prati e serre.
Il paese si è allungato nella fascia di territorio pianeggiante e ora si presenta come una lunga striscia costruita lungo la strada centrale.

### Clima
Il clima tipico del nord Italia è caratterizzato da inverni miti ed estati fresche. Primavera e autunno sono due stagioni tendenzialmente piovose. Ci troviamo di fronte ad un clima "mite umido" fortemente influenzato dalla vicinanza al lago Maggiore.

## Origini del nome
L'etimologia del nome ha origini latine, il prefisso Pis deriva probabilmente da due patrizi romani proprietari terrieri (Pisius o Pisone). il suffisso -ano del nome del paese indica che in precedenza il territorio era una proprietà agraria.

## Storia

### Le origini di Pisano
Non è noto quando sia sorto il comune di Pisano. Tuttavia, nel 1908, sono state ritrovate una trentina di anfore di varie dimensioni, che possono essere interpretate come corredi funebri o urne cinerarie collegabili all'epoca romana, il che confermerebbe l'esistenza di un piccolo insediamento agricolo romano nella parte est di Pisano, verso Corciago.
Nel 1986 è stata rinvenuta una moneta bronzea di prima età imperiale (43 a.C. - 37 d.C.).
Con l'arrivo dei Longobardi si diffuse nella zona l'arianesimo ed è forse questo il motivo per cui che la chiesa di Pisano è stata dedicata a sant'Eusebio, il vescovo che aveva combattuto a lungo contro questa eresia, e proprio legata a questa chiesa risale la più antica citazione scritta del paese, risalente attorno al 1280, quando nel Liber Notitiae Sanctorum Mediolani si menziona la chiesa di S. Eusebio de Pexsana. Mentre nel 1282-1283 in tre pergamene dell'abbazia di Arona e dell'Isola di San Giulio compaiono i nomi di Guido Notarius de Pesano e Alberto e Otone e Casaro de Pesano.

### Pisano nel Vergante
La storia di Pisano è successivamente strettamente collegata ai momenti storici di tutto il Vergante attraverso la signoria dei Visconti e della famiglia Borromeo.
Intorno all'anno Mille, il comune di Milano con a capo il suo arcivescovo venne in possesso della rocca di Arona e del monastero benedettino che vi si trovava, con tutte le sue terre; nel corso del tempo l'influenza milanese si estese nella zona.
Fino al 1262 la famiglia dei Visconti non aveva alcun diritto sul Vergante, a parte Massino, ma da questa data Ottone Visconti fu nominato arcivescovo di Milano e l'importanza della famiglia aumentò. Alla signoria dei Visconti subentrò successivamente quella dei Borromeo.

### L'antica struttura di Pisano
Il paese, esteso nella zona pianeggiante lungo un antico tracciato, presenta una struttura medioevale: una strada stretta centrale con le case che la fiancheggiano, una attaccata all'altra per una migliore difesa. Il paese presenta due nuclei perché anticamente scorrevano due corsi d'acqua che limitavano il paese: uno verso Corciago, l'altro dove ora sorge la piazza centrale.

### Pisano nel Rinascimento
Al 1470 risale la bella casa con specola (piccola torre osservatorio), tuttora ben conservata, che sorge all'angolo di via Piceni. All'inizio del Novecento mostrava ancora lungo il perimetro del tetto una serie di graziosi abbaini in legno; probabilmente sono stati tolti dopo la guerra ma recenti restauri li hanno ricollocati.

### Carlo Borromeo e la peste
Nel 1511 fu terminata la decorazione dell'oratorio della Madonna delle Sette Allegrezze.
All'inizio del 1500 Pisano apparteneva alla parrocchia di Nebbiuno ma alla fine del 1567 la popolazione ottenne dal cardinale Carlo Borromeo il permesso di avere una propria parrocchia e cominciò un primo ampliamento della chiesa dedicata a sant'Eusebio.
La narrazione degli eventi più importanti che caratterizzano la storia di questo edificio si rileva da antichi documenti che ancora oggi si trovano negli archivi diocesani di Milano e di Novara, e in quelli parrocchiali di Angera e di Pisano.
Il parroco che doveva essere nominato per la nuova parrocchia doveva recitare l'officiatura ambrosiana e non il rito romano.
Il secolo XVII cominciò a Pisano con un evento straordinario: la visita nel 1604 del cardinale Carlo Borromeo. Di questo passaggio rimangono alcuni interessanti verbali.
Ottenuta l'indipendenza della parrocchia di Nebbiuno, nel 1612 si cominciò la riedificazione dell'attuale chiesa parrocchiale che ricevette un nuovo e deciso impulso solo nel 1632, l'anno dopo la grande peste che causò tante vittime tra la popolazione del luogo.

### Gli effetti della controriforma
Quando il Novarese venne annesso al Regno di Sardegna Pisano seguì la storia del Vergante. 
Nel corso di questi secoli, soprattutto nella seconda metà del settecento per la diffusione completa delle norme liturgiche legate alla Controriforma, anche a Pisano fu necessario il completamento degli arredi negli edifici sacri e quindi le popolazioni, pur essendo molto povere, dovettero acquistare o far eseguire nuovi paramenti: calici, statue, reliquiari e preziosi accessori. 
Sempre nel corso del Settecento furono effettuati altri interventi presso l'oratorio della Madonna delle Sette Allegrezze e nella chiesa parrocchiale. Fu inoltre costruita la piccola cappella votiva dedicata alla Madonna di Loreto in via Umberto I, sulla vecchia strada di comunicazione con Tapigliano.

### Il restauro della chiesa parrocchiale
Nel 1817, in pieno clima di Restaurazione, la parrocchia di Pisano venne aggregata alla diocesi di Novara e dal rito ambrosiano si passò a quello romano.
Nella metà dell'Ottocento una grande carestia e una serie di malattie distrussero il raccolto dell'uva e del baco da seta (coltivazione in grande espansione) causando una forte diminuzione della popolazione in paese.
Nonostante le gravi epidemie e la carestia gli abitanti di Pisano trovarono la forza e i fondi per effettuare opere di ampliamento e abbellimento della chiesa Parrocchiale: nel 1850, si rialzò il coro e furono inserite delle vetrate.
A questi anni, 1866, risale anche la costruzione della cappella di via Duchessa di Genova.

### L'età moderna
Nell'estate del 1992 sono stati effettuati notevoli lavori di consolidamento per la piena funzionalità del campanile. Durante gli scavi di ristrutturazione è stato scoperto a tre metri di profondità un antico bastione di sasso, probabilmente risalente ai resti della prima chiesa di San Eusebio già esistente nel 1567. Sono stati ritrovati anche dei frammenti di un affresco: una decorazione a finto marmo di difficile datazione, dall'XI alla fine del XV secolo, ed alcune teste femminili, probabilmente parte di un Giudizio universale, databili tra la fine del XIII e gli inizi del XIV secolo.
Nel 1928 al territorio di Pisano furono aggregate come frazioni i soppressi comuni di Corciago, Tapigliano e Colazza. Nel 1950 le prime due passarono al comune di Nebbiuno mentre, nel 1955, Colazza ritornò autonoma.

### Simboli
All'interno dello stemma è disegnato un albero di pesco: infatti un tempo il paese produceva una squisita qualità di pesche che veniva esportata anche in Svizzera.
Sopra al pesco un serpente, simbolo dei Visconti.
Lo stemma è stato concesso assieme al gonfalone con DPR del 5 novembre 1962 che così recita:
Il gonfalone è un drappo di verde.

## Monumenti e luoghi d'interesse
Lungo la strada che conduce a Ghevio, vicino al ruscello Rio della Madonna, troviamo l'oratorio della Madonna dei Sette Dolori, risalente al periodo cinquecentesco. All'interno, da notare, la volta affrescata nel 1657 con la figura centrale della Madonna con intorno un coro di angeli.

### La chiesa parrocchiale
La chiesa si trova al centro del paese; è dedicata a sant'Eusebio, vescovo di Vercelli nel IV secolo, e ai santi Maccabei, sette fratelli martirizzati anticamente per ordine del re di Antiochia.
Sulla facciata della chiesa, ampliata nella prima meta del 1600, si trova un portico (eretto nel 1767 per contenere l'organo) sopra il quale, recentemente, è stato portato alla luce un piccolo affresco seicentesco raffigurante le tre virtù teologali.
L'interno a forma di croce latina ha un'unica grande navata con tre cappelle addossate.
La prima a destra accoglie il fonte battesimale; la seconda, sotto il seicentesco pulpito ligneo, ospita l'altare dedicato alla Madonna del Rosario (culto introdotto nei primi anni del XVII secolo accanto a quello per il SS. Sacramento) affiancata da due belle statue di San Sebastiano e San Rocco, invocati per scongiurare continui pericoli di epidemie.
La terza cappella, situata proprio sul lato opposto, è ora dedicata a sant'Eusebio, ma in passato qui trovava posto un altare non consacrato dedicato a sant'Antonio (protettore degli animali domestici) che nei primi anni del secolo XVII una famiglia del paese sostituì con santa Caterina (effigiata in una bella tela andata purtroppo distrutta).
Nel transetto trovano posto una cappella (in origine chiusa da un muro ed utilizzata, nel 1763, come sacrestia), il presbiterio e l'androne del campanile.
Proprio qui, grazie ai recenti scavi, sono stati rinvenuti i resti di un antico oratorio sul quale è stata costruita la chiesa odierna.
Tracce visibili del passato restano nei frammenti di un affresco che pare fosse una Madonna della Misericordia, opera di un pittore che si era formato alla bottega di Oropa attiva in queste zone tra la fine del XIII e inizio del XIV secolo.
Dietro all'altare, dove un tempo c'era il coro, è emerso, nel corso degli ultimi restauri, un affresco di Sant'Eusebio.
Probabilmente l'opera risale prima dell'Ottocento (si ipotizza 1762) poiché il santo porta un piviale rosso simbolo del martirio. Nell'Ottocento infatti si è provata la non veridicità del suo martirio.
L'affresco posto sulla volta della navata principale (opera di Luigi Morgari, inizio novecento) raffigura il santo nell'atto di sconfiggere l'arianesimo (simboleggiato dal serpente), con indosso un piviale verde.
L'altare attuale fu costruito nel 1839 con i marmi tipici della zona.
La sopraelevatura del coro e l'apertura delle finestre risalgono al 1850. L'intera decorazione del soffitto (dipinta da Andrea Francinetti di Gignese e Luigi Mazzuchelli di Vigevano dal 1856 al 1859) segue un andamento narrativo fortemente eucaristico, ripreso anche nelle vetrate installate nel 1930; sono raffigurati: l'agnello, il pellicano, le pecore e lo stesso sant'Eusebio (che compare quattro volte), gli evangelisti Matteo, Marco, Luca e Giovanni. Ci sono due medaglioni con i volti di san Gaudenzio e san Carlo, a testimonianza del passaggio del 1817 dalla diocesi di Milano a quella di Novara e a conferma della devozione che queste terre avevano per il cardinale milanese.
Il ciclo degli affreschi è completato da due grandi pitture sui muri laterali della navata: l'Immacolata Concezione il Sacro Cuore di Gesù (dipinti da Luigi Morgari).

### I dipinti votivi
Su tutto il territorio comunale, lungo le antiche vie di comunicazione con i paesi limitrofi, ci sono numerose cappelle votive, costruite dalla gente in segno di devozione. Tutte quelle rimaste sono dedicate alla Madonna.
Una tra le più antiche si trova inglobata nel muro di una vecchia cascina situata sulla strada provinciale del Vergante.
L'iconografia e la fattura sono simili all'affresco conservato nell'oratorio delle Sette Allegrezze: in questa raffigurazione la Vergine con il Bambino è incoronata da due angeli e Gesù impartisce la benedizione. Il dipinto è abbastanza ben conservato, ma non si hanno notizie precise sulla sua datazione.
Un'altra edicola votiva è dedicata alla Madonna di Loreto e si trova in via Umberto I all'angolo con via della Fontana.
Consolidata e rinforzata, risale al secolo XVII. La Vergine indossa un abito a calotta bianco e dorato che ingloba il bambino in un'unica struttura cilindrica, dalla quale fuoriesce il braccio benedicente di Gesù. Sull'abito, in evidenza, è dipinta una collana d'oro tempestata di gemme preziose terminante con una grossa croce. Nella mano sinistra il Bambino regge una sfera simbolo dell'universalità della Chiesa. Ai lati due angeli con in mano due candelabri completano la scena.
Un'altra cappella, che risale al 1866, si trova in via Regina Margherita all'angolo di via dei Chiosi. Da tempo immemorabile gli abitanti del luogo chiamano questa cappella La cappella di Sant'Antonio: invece dovrebbe trattarsi della processione del Miracolo eucaristico di Torino (la città è simboleggiata dalle architetture che si delineano sullo sfondo).
Narra la tradizione che nel 1453, durante l'occupazione delle truppe piemontesi della cittadina di Exilles (allora francese perché apparteneva al Delfinato), una chiesa venne saccheggiata e derubata di tutti i suoi oggetti liturgici più preziosi, tra i quali un ostensorio che conteneva un'ostia consacrata. I ladri caricarono il bottino su due muli, ma durante il rientro a Torino, uno dei muli cadde e dalle sacche fuoriuscì il prezioso ostensorio rubato. In quel momento l'ostia si innalzò circondata da splendenti raggi luminosi. L'arcivescovo di Torino la portò con una solenne processione dal luogo dove era avvenuto il prodigio fino al duomo. L'autore di questo affresco ha voluto ricordare l'evento dipingendo una processione guidata da un santo posto sotto un rosso baldacchino.

### L'oratorio della Sette Allegrezze
Il piccolo oratorio è dedicato alla Madonna dei Sette Dolori e delle Sette Allegrezze.
In origine era una piccola cappelletta, con l'affresco della Madonna. Sorge sulle rive di un torrente che si chiama Rio della Madonna. All'ingresso c'erano due panche di sasso, per i viandanti che passavano di lì e volevano ripararsi dalle intemperie.
È sorto prima del 1511; sulla parte di fondo c'è un affresco della Madonna raffigurata con un vestito rosso seduta su un trono.
Con la mano destra tiene in grembo il bambino, mentre con l'altra mano tiene il Vangelo.
Un angelo con il drappo rosso e l'altro con drappo azzurro incoronano la Madonna.
In alto c'è una colomba bianca, simbolo dello Spirito Santo.
Anticamente, questo dipinto era completato da quattro santi (così era scritto in un vecchio documento) ma nel 1767 furono coperti perché intorno all'affresco fu costruita un'edicola di marmo.
L'attuale versione dell'edificio è il frutto dell'ampliamento voluto dalla popolazione di Pisano nel 1656.
A un certo Cristoforo Finale da Vistola si deve, nel 1675, l'intera decorazione della volta con un coro di angeli (quasi monocromi) che reggono cartigli con preghiere attinenti al tema dei dolori e delle allegrezze.
L'oratorio fu restaurato nel 1904 sotto la reggenza del parroco Carlo Molinari e nel 1991 l'antico altare di marmo, un tempo addossato alla parete, è stato spostato al centro del presbiterio.
Sulla facciata, molto semplice, si notano i quattro pilastri e le due lunette di sasso sopra il portone d'ingresso.

### Sass del Diavùl
Chiamato "Sass Priatécia" o Sass del Diavùl, è un masso erratico alto 3,50 m nella facciata settentrionale e 2,50 m nella parte rivolta a sud.
È giunto sino a noi in seguito allo scioglimento del ghiacciaio quaternario non oltre 16 000 anni fa. Il masso è di serizzo chiaro e presenta molte scalfiture, non tutte dovute all'intervento umano ma causate da agenti atmosferici.
Attorno al masso venivano celebrate numerose feste di paese, ed era meta degli uomini del posto per passeggiate. Diventa un simbolo oggetto di superstizioni dei fedeli a tal punto da spingere la chiesa a improntarlo con una croce cristiana.
Il masso è ancora oggi visitabile nei boschi alti di Pisano vicino al confine con Colazza, Tapigliano e Fosseno.

### Centro storico
Il centro storico di Pisano mostra chiaramente i segni del suo passato medioevale, lungo i piccoli e numerosi vicoli si incontrano numerose cappelle votive databili al XII al XIV secolo. Il luogo è rimasto immutato salvo la presenza delle nuove abitazioni, ed è attraversato da un'unica strada di origine medioevale che attraversa Pisano in tutta la sua estensione.

## Società

### Evoluzione demografica
Abitanti censiti

## Cultura

### Biblioteche
Nel centro del paese sorge di fianco al bar la biblioteca comunale, ha due piani e un'aula video e al suo interno è ricca di libri storici e per tutte le età.

### Istruzione
Sono presenti all'interno dello stesso stabilimento moderno le scuole elementari e la scuola dell'infanzia che rispondono all'istituto comprensivo di Invorio.

## Economia
La città si apre sul centro commerciale "Le Camelie" che comprende vari negozi tra cui alcuni esercizi per la grande distribuzione organizzata.
La comunità offre diverse attività utili, come ad esempio il negozio di alimentari; inoltre ci sono molte botteghe di artigiani locali ma anche piccole aziende agricole e fioristi.

## Amministrazione
Di seguito è presentata una tabella relativa alle amministrazioni che si sono succedute in questo comune.
| Periodo        | Periodo         | Primo cittadino     | Partito                            | Carica  | Note   |
| -------------- | --------------- | ------------------- | ---------------------------------- | ------- | ------ |
| 24 maggio 1985 | 1º giugno 1990  | Mario Genova        | Partito Comunista Italiano         | Sindaco | [ 11 ] |
| 1º giugno 1990 | 24 aprile 1995  | Mario Genova        | lista civica                       | Sindaco | [ 11 ] |
| 24 aprile 1995 | 14 giugno 1999  | Mario Genova        | Partito Democratico della Sinistra | Sindaco | [ 11 ] |
| 14 giugno 1999 | 14 giugno 2004  | Mario Genova        | sinistra                           | Sindaco | [ 11 ] |
| 14 giugno 2004 | 8 giugno 2009   | Gian Luigi Cristina | lista civica                       | Sindaco | [ 11 ] |
| 8 giugno 2009  | 26 maggio 2014  | Gian Luigi Cristina | lista civica                       | Sindaco | [ 11 ] |
| 26 maggio 2014 | 26 gennaio 2019 | Pasquale Mazzola    | lista civica Rinnovare è un dovere | Sindaco | [ 11 ] |

## Sport
Per chi volesse usufruirne la cittadina offre una palestra raggiungibile a piedi, dove al piano terreno si trova una sala pesi mentre al piano superiore si organizzano dei corsi di diverse discipline.